# کاستل روتزونه
کاستل روتزونه (به ایتالیایی: Castel Rozzone) یک کومونه در ایتالیا است که در استان برگامو واقع شده‌است. کاستل روتزونه ۱٫۷ کیلومتر مربع مساحت و ۲٬۷۰۵ نفر جمعیت دارد و ۱۴۰ متر بالاتر از سطح دریا واقع شده‌است.